# Henrik Blakskjær
Henrik Blakskjær (ur. 8 lipca 1971) – duński żeglarz sportowy. Złoty medalista olimpijski z Sydney.
Zawody w 2000 były jego jedynymi igrzyskami olimpijskimi. Startował w klasie Soling. Wspólnie z Jesperem Bankiem i Thomasem Jacobsenem sięgnął w tej konkurencji po złoto.